# Філіпп Гессен-Дармштадтський
Філіпп Гессен-Дармштадтський (нім. Philipp von Hessen-Darmstadt, 20 липня 1671 — 11 серпня 1736) — принц Гессен-Дармштадтський, австрійський фельдмаршал, губернатор Мантуї у 1714—1735 роках.

## Біографія
Філіпп народився 20 липня 1671 року у Дармштадті. Він був третім сином і четвертою дитиною в родині ландграфа Гессен-Дармштадтського Людвіга VI та його другої дружини Єлизавети Доротеї Саксен-Гота-Альтенбурзької. Його старшими братами були принци Ернст Людвіг та Георг, а сестрою — принцеса Софія Луїза. Згодом в сім'ї з'явилося ще четверо дітей.
У 21 рік Філіпп побрався із 19-річною Марією Терезою де Круа-Гавре, донькою третього герцога де Круа-Гавре Фердінанда Франсуа. Весілля відбулось 24 березня 1693 року у Брюсселі. Для здійснення цього шлюбу перейшов у католицизм, незважаючи на протести матері. У подружжя народилося п'ятеро дітей.
У 1708 році під час війни в Іспанії був на імператорській службі, дослужився до фельдмаршала і був призначений командувачем військ у Неаполі.
Від 1714 року Філіпп за сприяння Ежена Савойського став губернатором князівства і фортеці Мантуя.
Принц був великим поціновувачем музики. Під час командування військами в Неаполі він протегував Нікола Порпорі, а коли перебрався до Мантуї — зробив своїм капельмейстером Антоніо Вівальді. Останній на його честь написав оперу «Tito Manlio».

## Родина
Дружина — Марія Тереза де Круа-Гавре
Діти:
- Йозеф Ігнас Філіп (1699—1768) — архієпископ Аугсбургу;[3]
- Вільгельм Людвіг (3 травня 1704) помер відразу після народження;[4]
- Теодора (1706—1784) — дружина  Антоніо Ферранте Гонзага, герцога Гуасталли, дітей не мала;[5]
- Леопольд (1708—1764) був одружений із Енрічеттою д'Есте, молодшою донькою герцога Модени і Реджо Рейнальдо III, удовицею герцога Пармського Антоніо Фарнезе; нащадків не залишив;[6]
- Карл (9 липня—22 вересня 1710) помер немовлям.[7]